# Distrito de Huaripampa

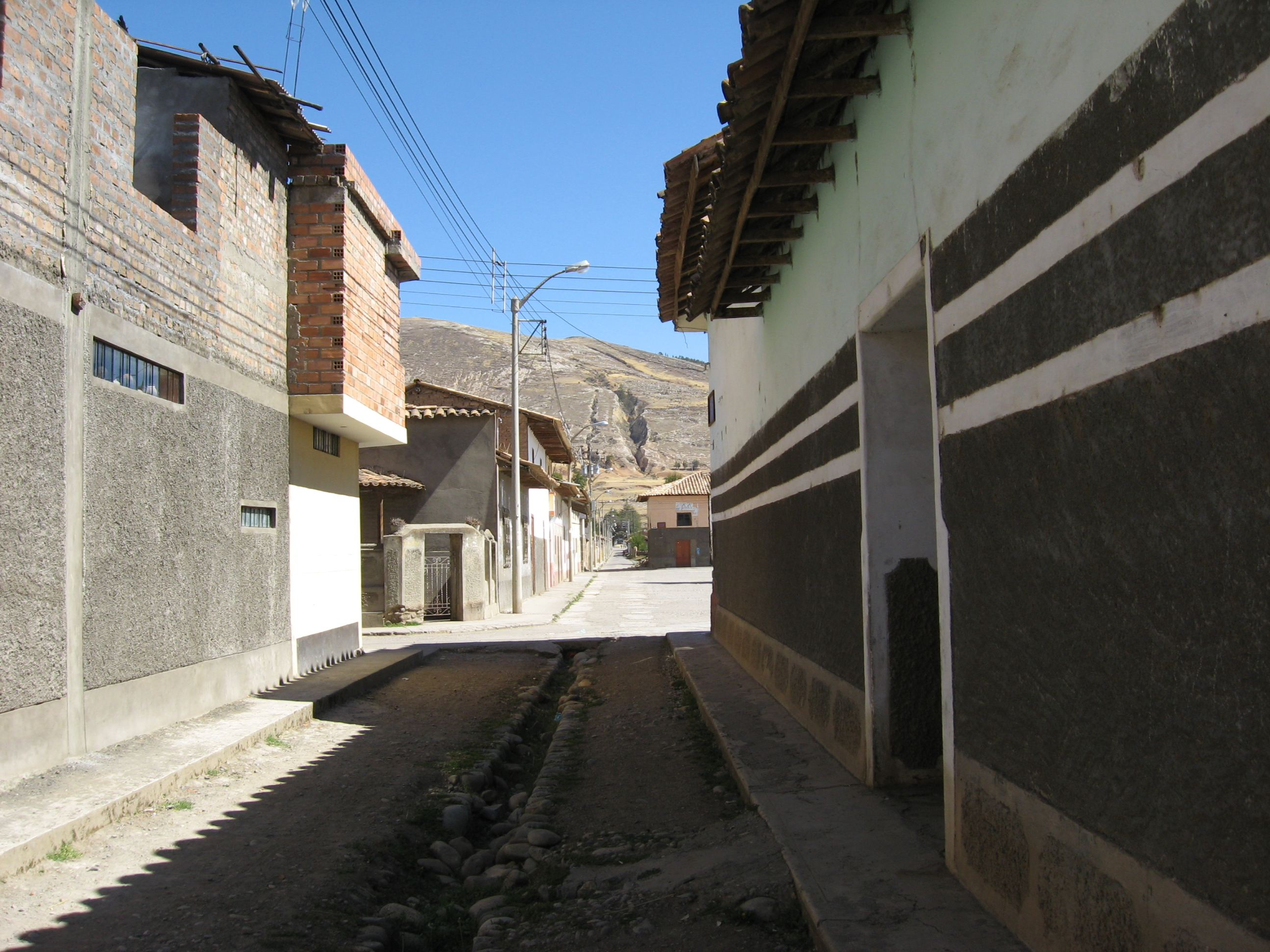
Jr.Amargura.

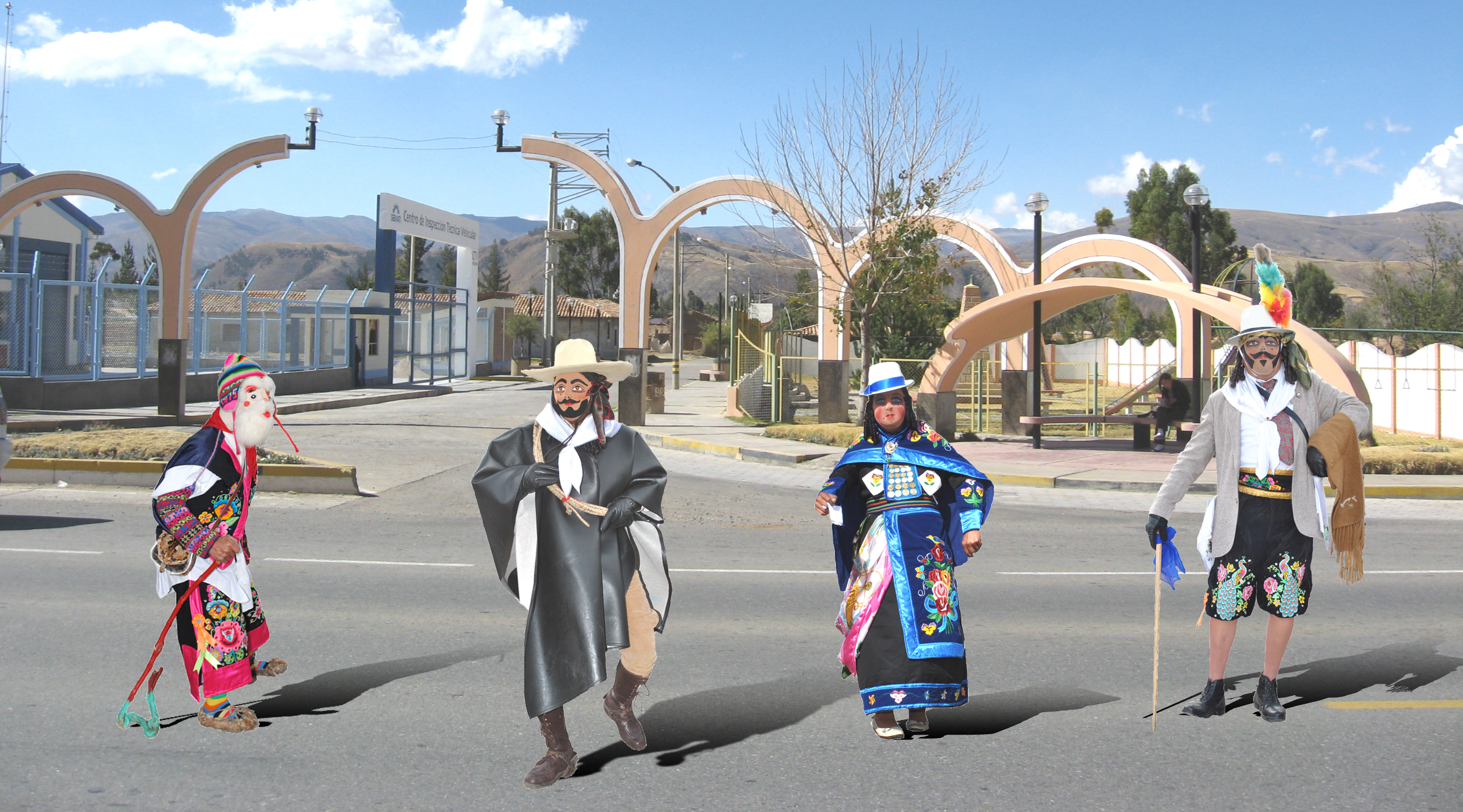
Cuna de la Tunantada.

El Distrito de Huaripampa es uno de los treinta y cuatro distritos que conforman la provincia de Jauja, ubicada en el Departamento de Junín, bajo la administración del Gobierno regional de Junín, en la sierra central de Perú.
Dentro de la división eclesiástica de la Iglesia Católica del Perú, pertenece a la Vicaría IV de la Arquidiócesis de Huancayo

## Historia
En la época colonial el 29 de septiembre de 1570, por la gestión de Jerónimo de Silva, se nombra la Villa Hermosa de San Miguel de Huaripampa.
El 16 de noviembre de 1864 es ratificado como distrito de acuerdo a Ley, dado por el presidente Juan Antonio Pezet.
En 1881, Huaripampa jugó un papel importante en la campaña de la Breña, durante la Guerra del Pacífico, con el combate de Huaripampa, el 22 de abril de 1882 y el heroísmo del cura Buenaventura Mendoza y el fusilamiento de Leonor Ordóñez.

### Toponimia
Huaripampa es una palabra compuesta del aimara y del castellano: 
- Huari:	vicuña (aimara)
- Pampa:	llanura o planicie (castellano)

## Geografía
Abarca una superficie de 14,19 km² y se encuentra a 5,5 km al sur de la ciudad de Jauja.
En sus inicios, Huaripampa era muy extensa, como distrito tenía anexos a: Muquiyauyo, Paccha, Parco, etc. limitaba con Canchayllo en la quebrada del Mantaro y Mito en la margen derecha del río Mantaro.
El distrito se caracteriza por tener restos arqueológicos como Canchahuanca, Quinlluy, Pichajpuquio, Punpunyaj de culturas preincas.

## Autoridades

### Municipales
- 2015 - 2018[2]
  - Alcalde:  Iban Silvio Soto Soto, Movimiento Juntos por Junin (N).
  - Regidores: José Luis Ynga Chumbe (N), Diego Salvador Bullón Sovero (N), Richard Rolando Chumbe Solórzano (N), Jesús Yeny Mayta Ramos (N), Lucy Nelsi Calderón Vilca (Junín Sostenible Junto a su Gente).
- 2011-2014[3][4]
  - Alcalde: Elmer Alcides Bullón Maldonado, Movimiento político regional Perú Libre (PL).
  - Regidores: Milagro Cirila Rosales Inocente de Mandujano (PL), Danilo Claver Cervantes Chumbe (Alianza para el Progreso), David Dali Guerrero Cervantes (Alianza para el Progreso), Nancy Doris Chumbe Espinoza de Miranda (Alianza para el Progreso), Diana Juliana Chinchay Bullón (Alianza para el Progreso).
- 2007-2010
  - Alcalde: Iban Silvio Soto Soto.

### Policiales
- Comisaría de Jauja
  - Comisario: Cmdte. PNP. Edson Hernán Cerrón Lazo.[5]

### Religiosas
- Arquidiócesis de Huancayo[6]
  - Arzobispo de Huancayo: Mons. Pedro Barreto Jimeno, SJ.
  - Vicario episcopal: Pbro. Hermann Josef Wendling SS.CC.
- Parroquia San Miguel Arcángel[7]
  - Párroco: Pbro. Rufino Valeriano Huahuasoncco, SS. CC.
  - Vicario parroquial: Pbro. Hermann Wendling (Superior de la comunidad).

## Festividades
Fiesta de la Tunantada(del 5 al 9 de enero) festividad de san Sebastián (del 20 al 23 de enero) festividad de la Virgen de la Candelaria(del 1 al 4 de febrero) festividad principal es el 29 de septiembre, fiesta del patrón del pueblo en homenaje a San Miguel Arcángel organizada con corrida de toros, jalapatos, cortamontes.